# 偵察龍屬
偵察龍屬是獸腳亞目恐龍的一屬，目前被認為是疑名，是種小型掠食恐龍，可能屬於馳龍科，身長約兩公尺，體高約一公尺。生存於白堊紀早期的歐洲。

## 命名
模式種是破壞偵察龍（N. destructor），也是該屬的唯一種，是由理查·歐文（Richard Owen）於1854年描述、命名的。屬名在古希臘文意為「偵查者」，意指偵察龍的牙齒類似現代巨蜥；而巨蜥的英文俗稱是「Monitor lizard」，因為牠們常抬起頭來警戒四周的變化種名在拉丁文意為「破壞者」，意指牠們的牙齒適合撕裂、咬下獵物的肉體。根據理察·歐文的早期估計，偵察龍的體型接近孟加拉巨蜥。

## 發現歷史

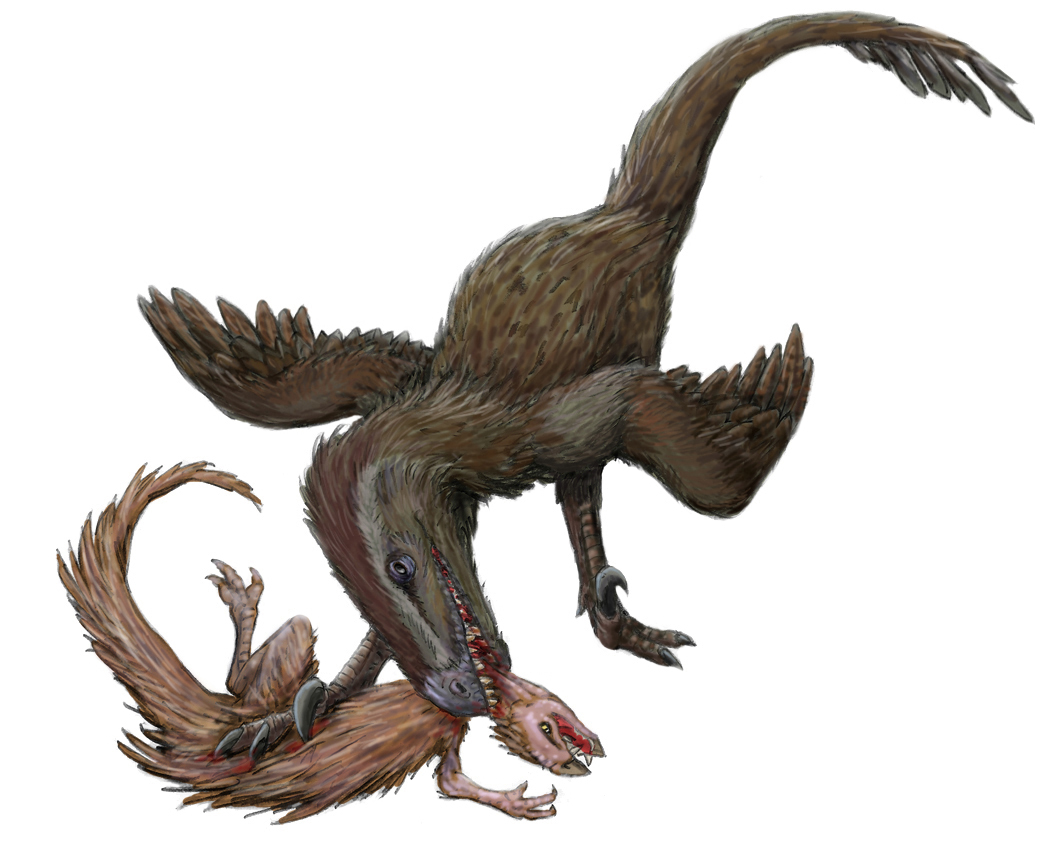
正在獵捕一隻棘齒龍的偵察龍

偵察龍的正模標本（編號 DORCM G913）是目前的唯一化石，是由業餘古生物學家 Charles Willcox 發現於英格蘭多塞特郡的威爾登，屬於拉爾沃思組（Lulworth Formation）的 Cherty Freshwater 段，地質年代屬於下白堊紀的貝里亞階中期。正模標本包含下頜齒骨碎片、及九顆牙齒，下頜碎片長三吋。正模標本一度被認為遺失，之後被發現於多塞特郡博物館。後來有一組包含數顆牙齒、齒骨碎片的化石（編號 BMNH 48207）被發現，可能來自於體型較小的個體，目前也被歸入於偵查龍屬。
在1878年，理察·歐文將原本被命名為 Granicones 的一些爬行動物鱗片，改歸類於偵查龍。然而在2002年，一項關於這些鱗片的研究顯示，這些鱗片可能是某些烏龜的四肢或尾巴皮內成骨，可能屬於 Helochelydra 屬或 Tretosternon 屬。
在2006年，法國夏朗德省發現的一顆牙齒（編號 CHEm03.537），也被歸類於偵查龍的未命名種（Nuthetes sp.）。

## 分類
理查·歐文最初命名偵察龍時，曾將牠們分類為蜥蜴的巨蜥科。之後，理察·歐文將牠們改歸類於鱷魚。1888年，地質學家理查德·萊德克（Richard Lydekker）發現這具化石其實屬於一種恐龍。1934年，古生物學家 William Elgin Swinton 提出該化石是斑龍科的一個幼年個體。在1970年，Rodney Steel 將這些化石改歸類於斑龍的一種，即破壞斑龍（Megalosaurus destructor）。
在2002年，古生物學家安傑拉·米爾納（Angela Milner）重新研究英格蘭的獸腳類化石，認為偵查龍極可能是馳龍科的亞成年個體。其他科學家研究了五個狀態良好的牙齒標本，將其歸類於偵查龍，也歸類於馳龍科的伶盜龍亞科。偵察龍若是真的屬於馳龍科，牠將會是生存年代最早的馳龍科之一，同時也是第一個發現於英國的馳龍科恐龍。
在2010年，數位古生物學家提出，偵察龍的牙齒與暴龍超科的原角鼻龍具有高度相似性，而較不類似伶盜龍亞科。同時也批評先前的研究，認為將侏儸紀晚期到白堊紀早期的獸腳類牙齒歸類於馳龍科並不適當，這些牙齒有可能屬於暴龍超科的原角鼻龍科。

## 外部連結
- 恐龍博物館──偵察龍
- Extensive description （页面存档备份，存于） from the Milner paper, on the Dinosaur Mailing List.
- Nuthetes in the Dinosaur Encyclopedia, described as a lizard （页面存档备份，存于）
- Described as a dromaeosaurid